# Estany des Peix

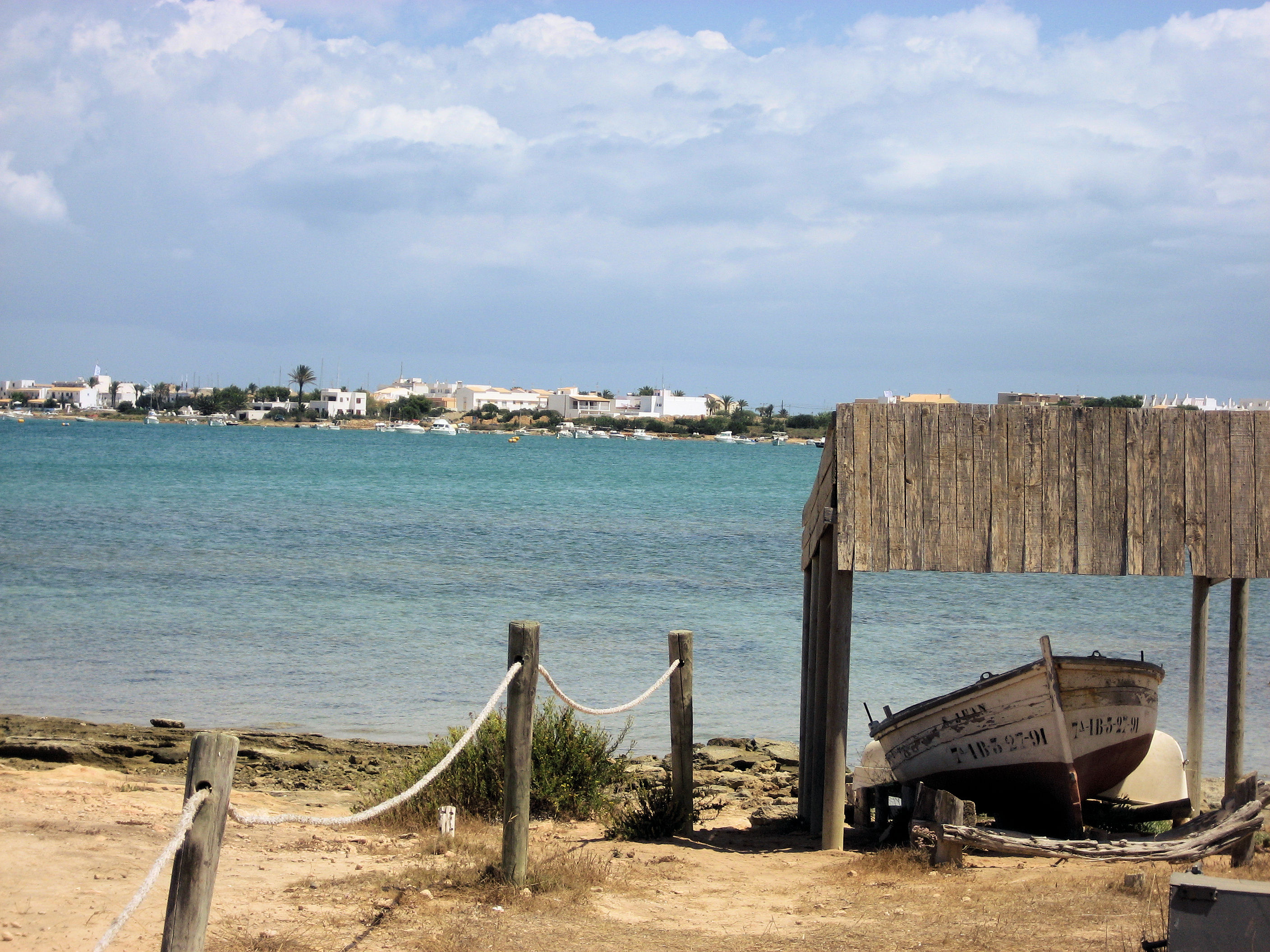
L'estany des Peix vist des del sud. Al fons, la Savina.

L'estany des Peix és una albufera situada al nord de Formentera. Té una forma gairebé circular amb una extensió d'1 km² i una profunditat màxima de 4 m a la part central. Pertany a la vénda de Portossalè, de la parròquia de Sant Francesc de Formentera, i està inclòs en el parc natural de ses Salines. El nom és fruit de la gran quantitat de peix que s'hi cria. El nom de la vénda Porto-salè deriva del llatí Portus Salorius relacionat amb la indústria de salaó de peix.
Al nord està separat del mar per una barra litoral dunar que queda oberta per un petit pas marítim, de 50 m d'amplada, anomenat per antonomàsia sa Boca. La salinitat és pràcticament igual que la del mar.
Tradicionalment l'estany s'ha utilitzat per a la pesca i com a refugi per a petites embarcacions. Ja en la carta d'infeudació del 1246, Guillem de Montgrí atorga l'explotació dels estanys a Berenguer Renard i els seus successors. El 1897, durant la desamortització, l'estat el va vendre a una societat mallorquina com a finca rústica inundada. Això va motivar un intent d'urbanització d'una marina als anys 1980, anomenada "Lago del Pez", que va provocar diversos litigis i una important mobilització social en defensa de l'espai natural i del seu ús comunitari.
Recentment s'hi ha construït una factoria de piscicultura per a usos científics. En la riba oest es troben es Estanyets de can Marroig, construïts a principi del segle XX per a l'explotació salinera. L'extracció de sal fou poc important i els estanyets van acabar com una petita zona d'aiguamolls.
Al nord-est, prop de la Savina, es va construir la colònia penitenciària de Formentera, més conegut com es Campament. Va entrar en funcionament el 1939, acabada la guerra civil, i no es va tancar fins a finals del 1942 quan les tropes aliades avançaven per nord d'Àfrica. Per les condicions extremadament dures es va convertir en un símbol de la repressió franquista.
La quietud de l'aigua, la proximitat del mar i la falta d'elevacions cap a ponent, fa que sigui un lloc apreciat a l'horabaixa. Segons la llegenda, a la posta de sol es pot veure a contrallum emergir el déu Simonet, la versió local del déu Neptú.

## Parts de l'estany des Peix
L'estany es divideix en diverses zones, entre elles hi destaquen es Estanyets, es Campament, es mur d'en Joan Blai i sa Boca entre d'altres.

### Es Estanyets
Els estanyets, també coneguts com es estanyets d'en Marroig es troben a la riba de la banda de ponent de l'estany des Peix. Aquests estanyets són artificials, ja que fou construït amb la intenció de crear-hi un complex de basses per a la concentració i cristal·lització de sal. Pretenia ser una ampliació de les salines de Formentera que s'impulsà a començalls del segle xx. Aquestes obres van incloure també la construcció de murs a la riba més meridional de l'estany.
L'activitat salinera va ser inexistent o molt poc important. És així com aquestos estanys han acabat esdevenint una extensió d'aiguamolls que han estat incorporats al parc natural de ses Salines d'Eivissa i Formentera.

### Sa Boca
Sa Boca és el nom que rep, per antonomàsia, la boca de s'Estany des Peix i és el petit pas marítim, d'uns 50 metres d'amplada que comunica les aigües d'aquest estany amb les de la mar Gran. Aquest pas està situat entre la punta de sa Boca, que queda a gregal, i l'estretaroll de sa Boca, a llebeig. Aquest topònim és documentat des de l'any 1698.
- La punta de sa Boca és una punta que sobresurt de la Savina i fa uns 200 metres de llargària per uns 50 metres d'amplària. La seua superfície mostra poca vegetació i combina rocam amb alguna duna a la banda que dona a la mar Gran. La banda que dona a l'estany té petites platges i a l'extrem de més a llebeig hi ha uns embarcadors amb prop d'una desena d'escales.
- L'estretaroll de sa Boca queda a la banda de llebeig de sa Boca. La seua vegetació és més frondosa que no la de la punta de sa Boca, ja que a l'estretaroll hi ha algunes savines i matolls de diferents espècies. La seua orografia és similar a la de la punta: costa rocosa amb alguna petita platja puntual a la banda que dona a la mar i platja a la banda que dona a l'estany.

En certes hores del dia es produeix un tumultuós transvasament d'aigua, però gràcies a la poca profunditat pot arribar a ser transitable a peu.